# 大阪梅田ツインタワーズ・ノース

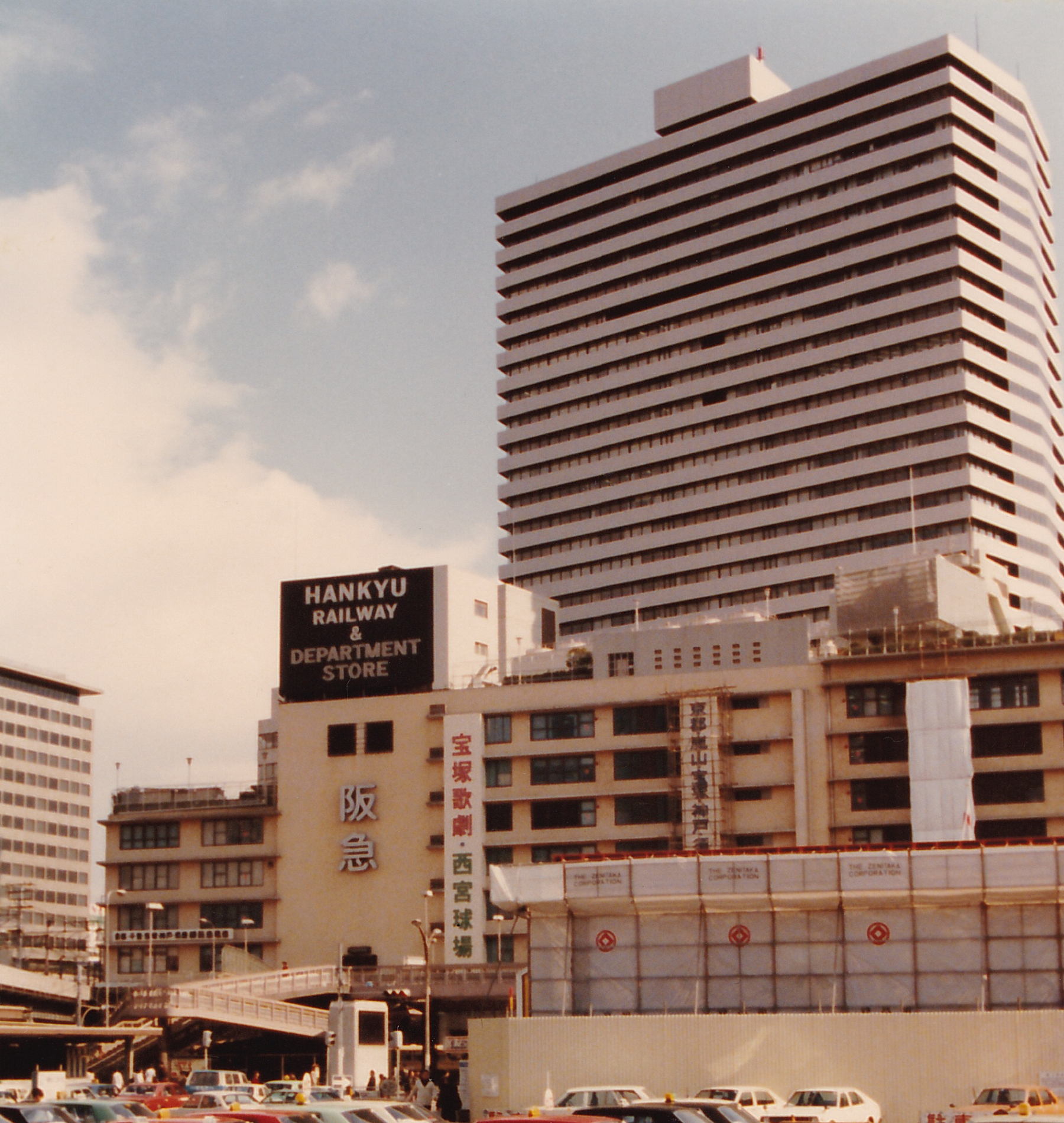
梅田阪急ビルと阪急グランドビル（1979年）

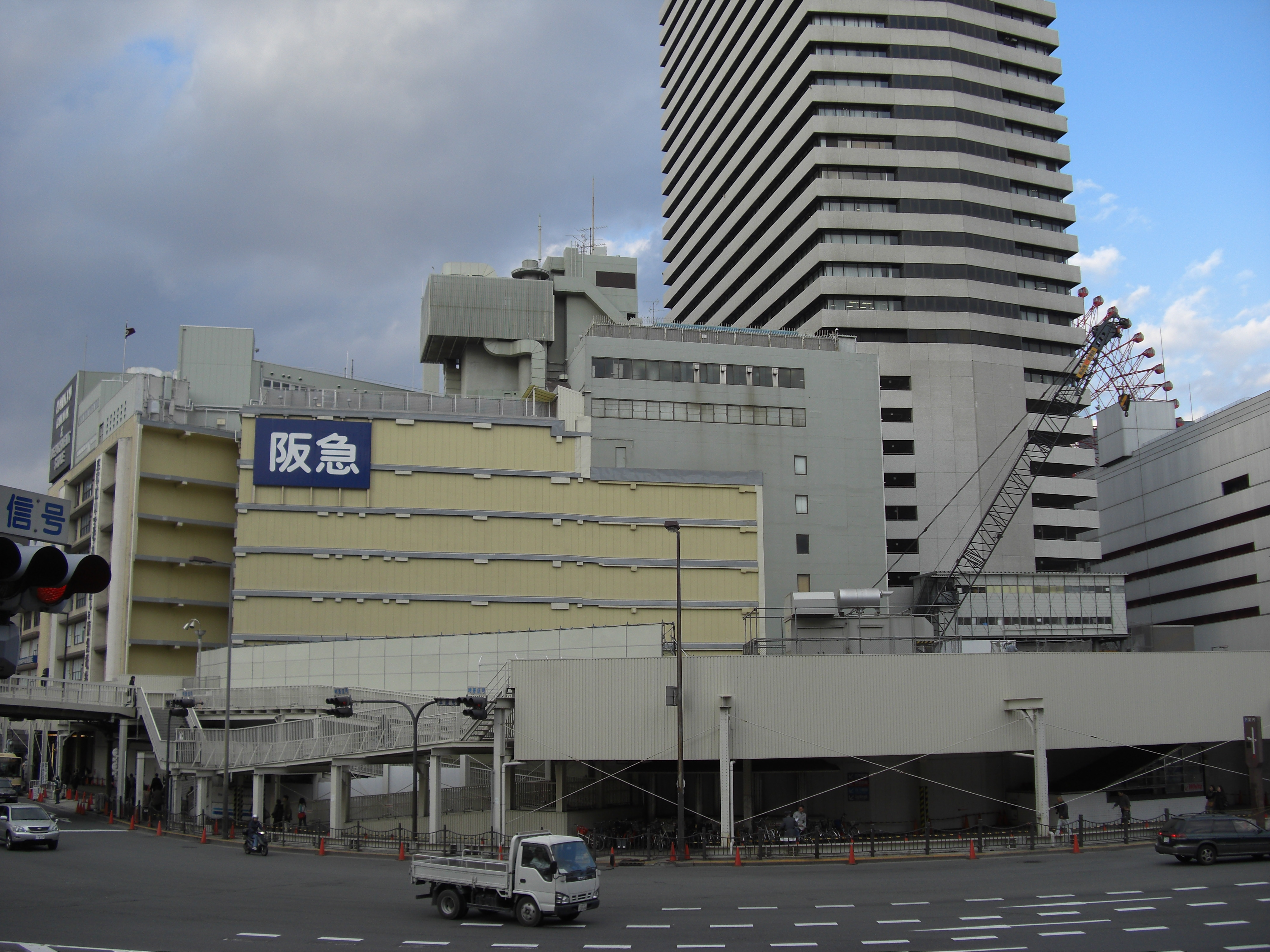
本館解体後の阪急百貨店うめだ本店（2007年11月21日撮影）

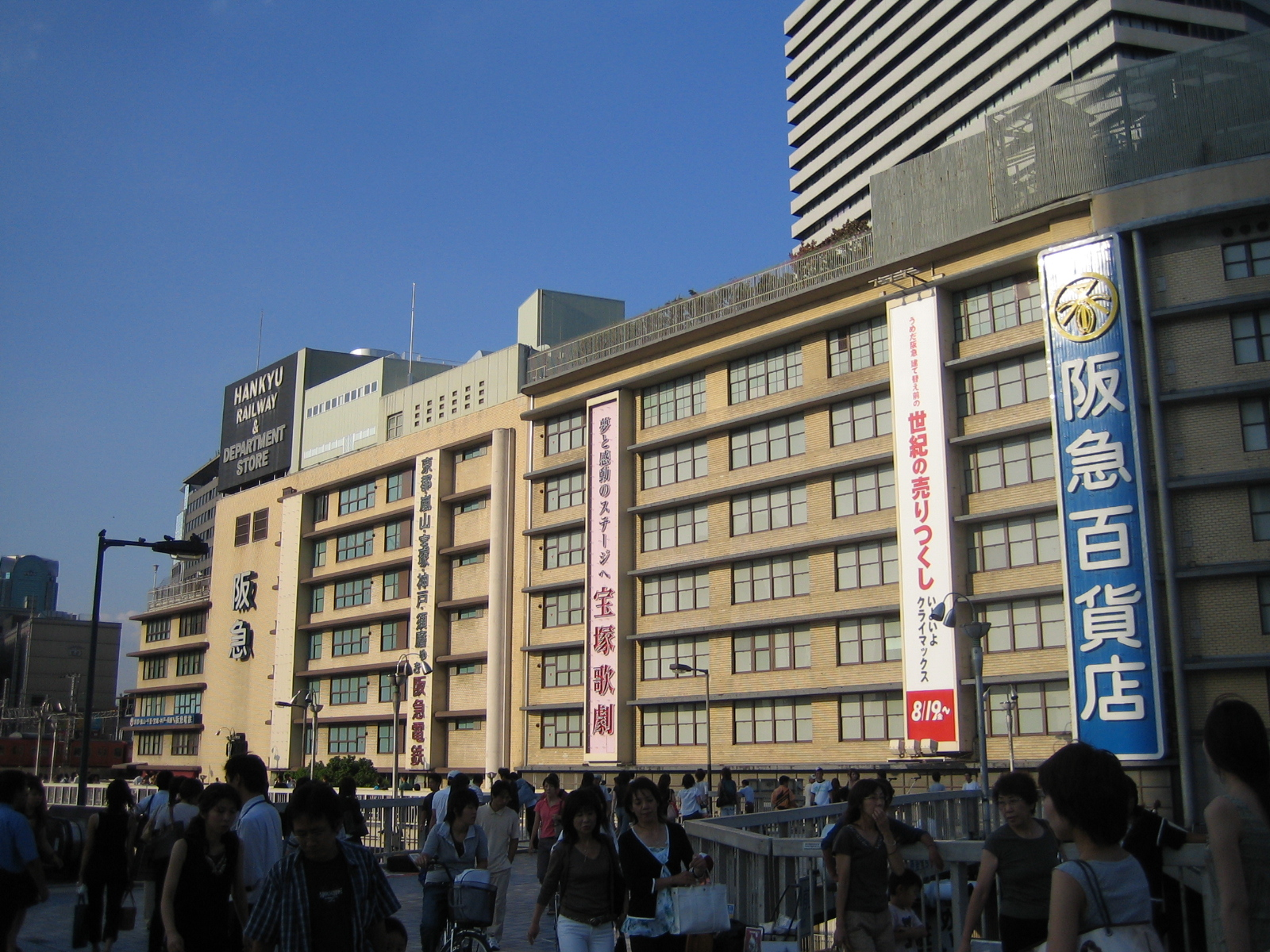
解体前の阪急百貨店うめだ本店（2005年8月27日撮影）

大阪梅田ツインタワーズ・ノース（おおさかうめだツインタワーズ・ノース）は、大阪市北区角田町（梅田地区）の超高層ビル。
大阪梅田駅（阪急）と直結しており、低層階が阪急百貨店うめだ本店（うめだ阪急）、高層階がオフィスフロアで構成される複合商業ビルである。2022年4月1日に梅田阪急ビルから、現在の名称に改称した。

## 概要
旧ビルは地上9階 - 地下1階で、第1期から第8期に分けて増築され（第9期分は阪急グランドビルとして開業）、阪急百貨店うめだ本店（阪急うめだ本店）が入居していた（かつては阪急電鉄本社も入居していた）。しかし、老朽化が進んだことと大阪2011年問題を睨み、耐震性を高めた複合ビルとして、南北2つに分けて、全面的に建て替えることになった。
2009年9月3日、阪急うめだ本店が入居する南側部分の低層部（百貨店棟）が開店。その後、41階建の高層部（オフィスタワー）が2010年4月1日に竣工した後、同年5月6日に全面開業し、地上15階に展望階「スカイロビー」が設けられた（個々のテナントは順次開業の予定）。その後も引き続き、残る北側部分の建築工事が行われた。そして北側部分を含めた全館が2012年11月21日に開業し（それに先立ち、10月25日に2期棟（北側部分）を先行開業した）、完成時は地下2階・地上41階（低層部分は地上13階建）、延床面積は253,955.23 m2となった。阪急うめだ本店は、営業面積が約61,000 m2から約80,000 m2へと拡大し（地下2階 - 地上13階）、これによって関西地区最大級の百貨店になった。
2022年2月25日に、向かいの阪神百貨店が入居する大阪梅田ツインタワーズ・サウスが全体竣工したのに伴い、同年4月1日から本ビルの名称を「梅田阪急ビル」から現在の「大阪梅田ツインタワーズ・ノース」へ改称した。近接する両ビルを梅田における阪急阪神ホールディングスの象徴として「大阪梅田ツインタワーズ」と総称した。

## 歴史
- 1920年11月1日 - 現在地の南東部分に5階建ての阪急ビルが竣工。1階を白木屋に貸し、売店を営業していた。2階は直営の食堂、上階は事務所として使用。
- 1925年6月1日 - 白木屋との賃貸契約が満了し、2･3階に阪急マーケット開業
- 1929年3月28日 - 第1期竣工（御堂筋側西）地上8階、地下2階（設計・施工：竹中工務店）
- 1929年4月15日 - 鉄道会社直営のターミナルデパートとしては世界初の、阪急百貨店（現：阪急百貨店うめだ本店）を創業。
- 1931年11月29日 - 旧館を解体した跡地に、第2期竣工（御堂筋側東）伊東忠太設計のアーチ天井のコンコースが完成。
- 1932年11月19日 - 第3期竣工（南西側）
- 1934年6月1日 - 国鉄大阪駅高架化により、地上駅に移転。
- 1936年2月26日 - 第4期竣工（東側）延床面積57,900 m2となる。
- 1951年9月1日 - 新日本放送（MBSラジオ）が阪急うめだ本店屋上にオープンスタジオを設置し、放送を開始。
- 1957年6月12日 - 第5期竣工（北西側）
- 1961年4月25日 - 第6期竣工（国鉄高架線側）
- 1969年11月13日 - 第7期竣工（中央部）
- 1972年11月15日 - 第8期竣工（中央部・旧梅田駅跡）建替え前の当ビルとなる[注釈 2]。
- 1977年7月27日 - 第9期竣工（阪急グランドビル・旧阪急梅田駅）
- 2005年9月13日 - 旧阪急梅田駅地上駅中央広場（うめだ本店前、梅田阪急ビル1階）の天井装飾の公開を終了。翌日より覆いがなされる。
- 2005年9月14日 - 旧ビル南側の解体・新ビル着工。
- 2006年7月11日 - 旧ビル南側部分の解体開始。
- 2009年9月3日 - 新ビル第1期百貨店棟（低層部）開店。
- 2009年9月8日 - 旧ビル北側部分の解体・新築工事を開始。
- 2010年4月1日 - オフィスタワー竣工。
- 2010年5月6日 - オフィスタワーを含めた南側部分が全面開業（個々のテナントは順次開業の予定）。
- 2012年10月25日 - 2期棟先行開放。
- 2012年11月21日 - 全面開業。
- 2016年9月1日 - MBSラジオ発祥の地・日本の民間放送が始まった地であることを記念し、当時と同じ低層部屋上に記念碑を設置。
- 2022年4月1日 - ビル名称を「大阪梅田ツインタワーズ・ノース」に変更[2]。

## フロアマップ
2009年9月百貨店・第1期分開業時（阪急百貨店Webサイトによる）
- B1F-12F - 阪急うめだ本店
- B2F - 阪急デイリーストア

2010年4月・オフィスタワー完成時（梅田阪急ビルWebサイト（インターネットアーカイブ）による）
- 17F-41F - オフィスフロア
- 16F - 機械室
- 15F - スカイロビー（エレベータ乗換階、利便施設）
- 14F - 機械室
- B1F-12F - 阪急うめだ本店
- B2F - 阪急デイリーストア

2012年10月25日・百貨店の第2期分（北側部分）先行開業時
- B2F-13F（低層階） - 阪急うめだ本店・新本館第2期分が先行開業（この時点で、うめだ本店・新本館の8割が開業）。後に10月29日には、13Fのレストラン街と15Fのスカイロビーを結ぶエスカレータが開通した。

2012年11月21日・阪急うめだ本店の第1期部分を改装し、全面開業。

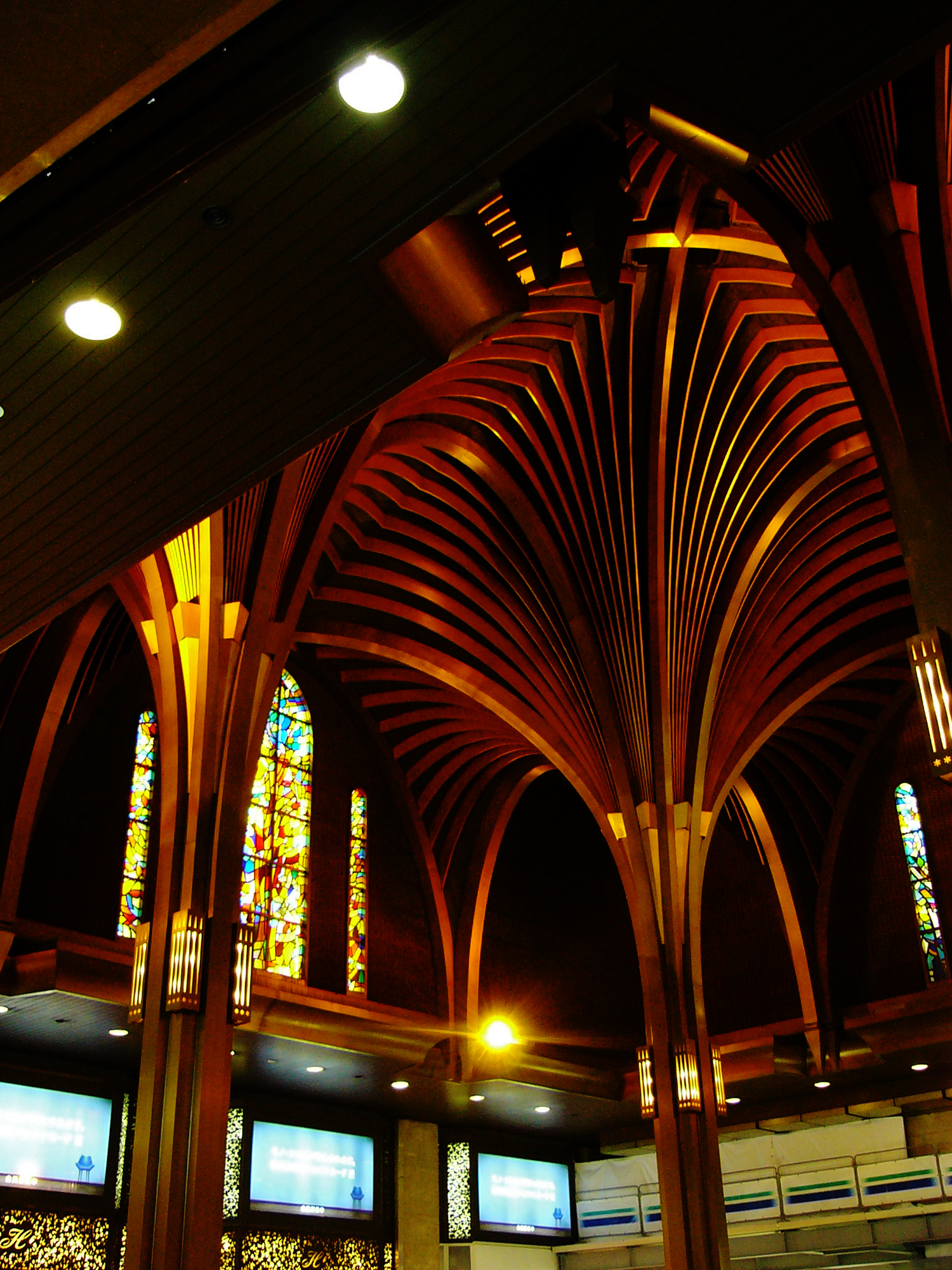
うめだ本店前グランドドーム（2005年6月18日撮影）※現存せず

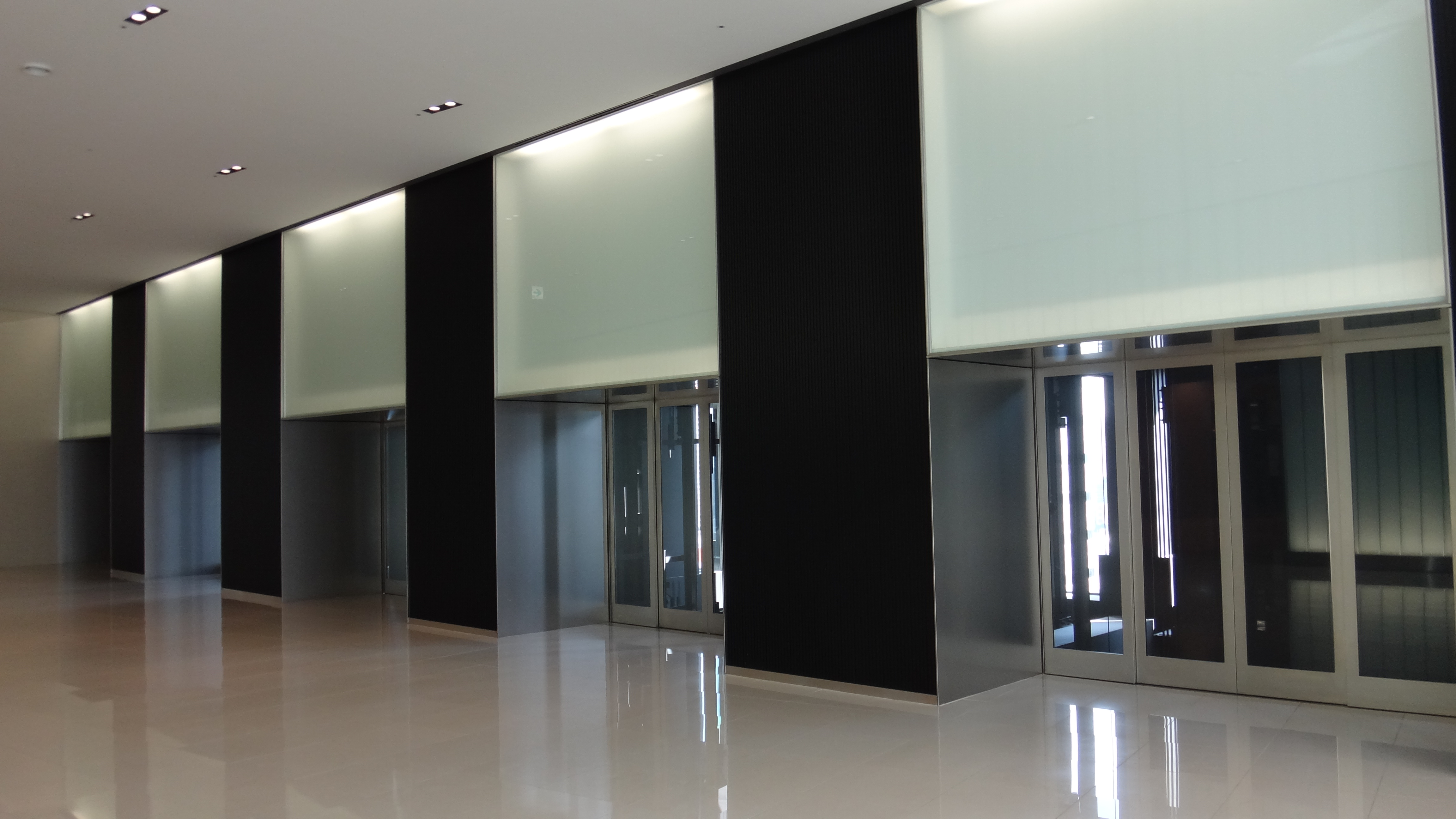
オフィスタワー用のシャトルエレベータ、80人乗り・5基（左1基のみ車いす対応）

## その他
旧ビルの1階は旧阪急梅田駅（1971年まで、現在の当ビル北側から阪急グランドビルの位置）と連絡していて、シャンデリアや伊東忠太による壁画など優美な装飾のコンコースと、その北側に隣接して大聖堂の内部のようなグランドドームが旧ビルの解体まで存在していた。1989年に大阪の各所でロケーション撮影を行なったハリウッド映画・「ブラック・レイン」の中で、当時のコンコースの様子を見る事ができる。
旧ビルの解体に伴いこれらは一旦撤去されたが、2012年11月下旬の阪急うめだ本店全館オープン際に、ガラスモザイク壁画を修復、シャンデリアとともに移設し、唐草模様のレリーフを型取り複製の上、13階に開業したレストラン「シャンデリア・テーブル」に再現された。
1階のオフィスタワー入口から15階のスカイロビーへは、80人乗りのシャトルエレベーター（三菱電機製）が5基設けられている。
当ビルの建設工事では、一度受注した大成建設が返上し、大林組に発注し直した経緯がある。
なお、向かいにある阪神百貨店梅田本店が入居する「大阪梅田ツインタワーズ・サウス」の全体竣工（2022年2月25日全体竣工）に伴い、4月1日に当ビルの名称を「大阪梅田ツインタワーズ・ノース」と変更し、近接する両ビルを「大阪梅田ツインタワーズ」と総称。ビル名変更の理由は、阪急阪神ホールディングスグループの最重要拠点である梅田の中央に位置する2つのタワーを、海外や大阪以外の地域の人からのわかりやすさを考えて命名されたため。